# Thionia producta
Thionia producta är en insektsart som beskrevs av Van Duzee 1908. Thionia producta ingår i släktet Thionia och familjen sköldstritar. Inga underarter finns listade i Catalogue of Life.